# Horst Meyer (calciatore)
Horst Meyer (28 settembre 1937) è un ex calciatore tedesco, di ruolo difensore e centrocampista.

## Carriera
Inizia la carriera in patria, dapprima al Norimberga e poi all'Augusta, con cui ottiene l'undicesimo posto nell'Oberliga Süd 1961-1962.
Nel 1963 si trasferisce in America, per giocare nel New York Hota, giocandovi sino al 1972. Con i newyorchesi vince la National Challenge Cup, battendo in finale i San Pedro Yugoslavs.
La sua militanza nell'Hota è interrotta in due occasioni, nel 1964 per giocare con i canadesi del Montréal Italica, e nel 1971, quando viene ingaggiato dalla neonata franchigia della North American Soccer League dei N.Y. Cosmos. Nella stagione 1971  la corsa al titolo nordamericano con i Cosmos fu interrotta alle semifinali, perse contro gli Atlanta Chiefs.

## Palmarès
- National Challenge Cup: 1

New York Hota: 1971